# Подводные лодки проекта 667БД «Мурена-М»
Подводные лодки проекта 667БД «Мурена-М» — серия советских РПКСН — атомных подводных лодок оснащённых комплексом Д-9Д с 16 баллистическими ракетами Р-29Д на борту.
Проект 667БД является дальнейшим развитием проекта 667Б. Основное отличие — на новой подводной лодке размещено 16 ракет вместо 12 на проекте 667Б. Для размещения дополнительных ракет в корпус была добавлена дополнительная секция длиной 16 м, при этом, остальные элементы конструкции корабля остались неизменными.
Помимо этого, были усовершенствованы некоторые системы подводной лодки: паротурбинная установка помещена на вибропоглощающий фундамент для снижения шумности, изменена конструкция носовых рулей для улучшения условий плавания во льдах, применена новая боевая информационно-управляющая система «Алмаз», повышена мощность главной энергетической установки с 52 000 до 55 000 л. с.
На лодках проекта 667БД была впервые применена система электрохимической регенерации воздуха (ЭРВ-М). Она получала кислород с помощью электролиза воды, а углекислый газ поглощался твёрдым регенерируемым поглотителем.
Усовершенствованные ракеты Р-29Д обладали большей дальностью (9100 км) и точностью (КВО — 900 м) по сравнению с ракетами Р-29 применённых на лодках пр 667Б. Поскольку система управления стрельбой не претерпела серьёзных изменений, запуск ракет производился двумя залпами — 12 ракет и дополнительные 4 ракеты.
Проект был разработан в ЦКБМТ «Рубин», Генеральным конструктором проекта являлся С. Н. Ковалёв.
К 1999 году все корабли проекта 667БД «Мурена-М» покинули строй и были утилизированы в 2000 году.

## Представители
| Наименование                            | Заводской номер                         | Даты                                    | Даты                                    | Даты                                    | Списание                                | Статус                                  |
| Наименование                            | Заводской номер                         | Закладка                                | Спуск на воду                           | Вступление в строй                      | Списание                                | Статус                                  |
| Северное машиностроительное предприятие | Северное машиностроительное предприятие | Северное машиностроительное предприятие | Северное машиностроительное предприятие | Северное машиностроительное предприятие | Северное машиностроительное предприятие | Северное машиностроительное предприятие |
| --------------------------------------- | --------------------------------------- | --------------------------------------- | --------------------------------------- | --------------------------------------- | --------------------------------------- | --------------------------------------- |
| К-182 «60 лет Великого Октября»         | 341                                     | 10 апреля 1973                          | 12 января 1975                          | 30 сентября 1975                        | 1995                                    | Утилизирована в 2000                    |
| К-92                                    | 342                                     | 9 июля 1973                             | 3 мая 1975                              | 17 декабря 1975                         | 1995                                    | Утилизирована в 2000                    |
| К-193                                   | 353                                     | 3 сентября 1973                         | 1 июля 1975                             | 30 декабря 1975                         | 1996                                    | Утилизирована в 1998                    |
| К-421                                   | 354                                     | 30 ноября 1973                          | 1 июля 1975                             | 30 декабря 1975                         | 1996                                    | Утилизирована в 1999                    |